# 福岡県道763号宮本荒木線
福岡県道763号宮本荒木線（ふくおかけんどう763ごう みやもとあらきせん）は、福岡県久留米市を通る一般県道である。

## 概要
幅員が狭い区間が多く、走りづらい。そのため、ほぼ平行して通る福岡県道756号中津白口線のほうが利用しやすい。

### 路線データ
- 起点：福岡県久留米市大善寺町宮本（福岡県道23号久留米柳川線交点）
- 終点：福岡県久留米市荒木町荒木（福岡県道722号荒木停車場線交点）

## 地理

### 通過する自治体
- 久留米市

### 交差する道路
| 交差する道路              | 交差する場所 | 交差する場所     |
| ------------------------- | ------------ | ---------------- |
| 福岡県道23号久留米柳川線  | 大善寺町宮本 | 起点             |
| 福岡県道759号壱丁原白口線 | 荒木町下荒木 | 荒木十字路交差点 |
| 福岡県道89号瀬高久留米線  | 荒木町荒木   | 上荒木交差点     |
| 福岡県道722号荒木停車場線 | 荒木町荒木   | 終点             |

### 交差する鉄道
- 西鉄天神大牟田線

### 沿線
- 西鉄天神大牟田線 大善寺駅